# Kasper Suurorg
Kasper Suurorg (Harjumaa, Estonia, 27 de mayo de 2002) es un baloncestista estonio que pertenece a la plantilla de TTÜ K.K. de la Latvijas Basketbola līga, cedido por el Club Joventut Badalona de Liga ACB. Con 1,98 metros de estatura, juega en la posición de base. 

## Trayectoria deportiva
Es un jugador formado en elAudentese SG/Noortekoondis con el que llegó a debutar con 15 años en la primera división estonia y disputó 4 partidos en la temporada 2019-20.
En la temporada 2020-21, forma parte del KK Pärnu con el que compite en la Alexela KML y en la Liga Báltica.
En verano de 2021, Suurorg ingresó en el St. Francis College, situado en Brooklyn, Nueva York, para disputar la NCAA durante la temporada 2021-2022 con los St. Francis Brooklyn Terriers.
El 1 de agosto de 2022, se hace oficial su acuerdo con el CB Morón de la Liga LEB Plata, pero semanas después, el jugador estonio llegaría a España para ingresar en la estructura del Club Joventut Badalona.
El 17 de agosto de 2022, firma con el Club Joventut Badalona de la Liga Endesa durante cuatro temporadas. Durante la temporada 2021-22, firma con el Club Bàsquet Prat de la Liga LEB Plata, club vinculado del Club Joventut Badalona, para alternar participaciones con ambos equipos.
El 28 de julio de 2023, firma por el TTÜ K.K. de la Latvijas Basketbola līga, cedido por el Club Joventut Badalona de Liga ACB.

## Selección nacional
Es internacional con las categorías inferiores de la selección de baloncesto de Estonia. En 2018 disputó el Europeo con su selección en categoría Sub-16 y en 2019 el Europeo Sub-18.
En verano de 2022, con la selección sub-20 disputa el Europeo división B, en el que promedia de 12.1 puntos, 4.9 rebotes y 3.6 asistencias por partido, siendo escogido en el quinteto ideal de la competición.